# هوالکان
هوالکان (به اسپانیایی: Hualcán) یک کوه در پرو است که در منطقه انکاش واقع شده‌است. هوالکان ۶٬۱۲۲ متر بالاتر از سطح دریا واقع شده‌است.